# José María Castillo Pérez de Ciriza
José María del Castillo (Tudela, 1842-Chamartín de la Rosa, 1899) fue un escritor y periodista español.

## Biografía
Nació el 19 de agosto de 1842. Natural de la localidad navarra de Tudela, perdió su cátedra en la Escuela de Ingenieros por no jurar la Constitución de 1869. Descrito como un escritor tradicionalista, publicó El Papelito, "periódico para reír y llorar" (1868-70), periódico satírico político que cerró la partida de la porra. En el campo carlista fue secretario de Elío y Margarita de Borbón. Ingresó en la Compañía de Jesús en 1882 y colaboró en El Mensajero Seráfico del Corazón de Jesús y en La Ciudad de Dios, además de publicar El País de la gracia, cuentos de mil colores (Bilbao, 1889) y Ellos y ellas (en El Mensajero desde 1890). Falleció a comienzos de julio de 1899, el día 8, en Chamartín de la Rosa.